# 아프리카 르네상스 동상

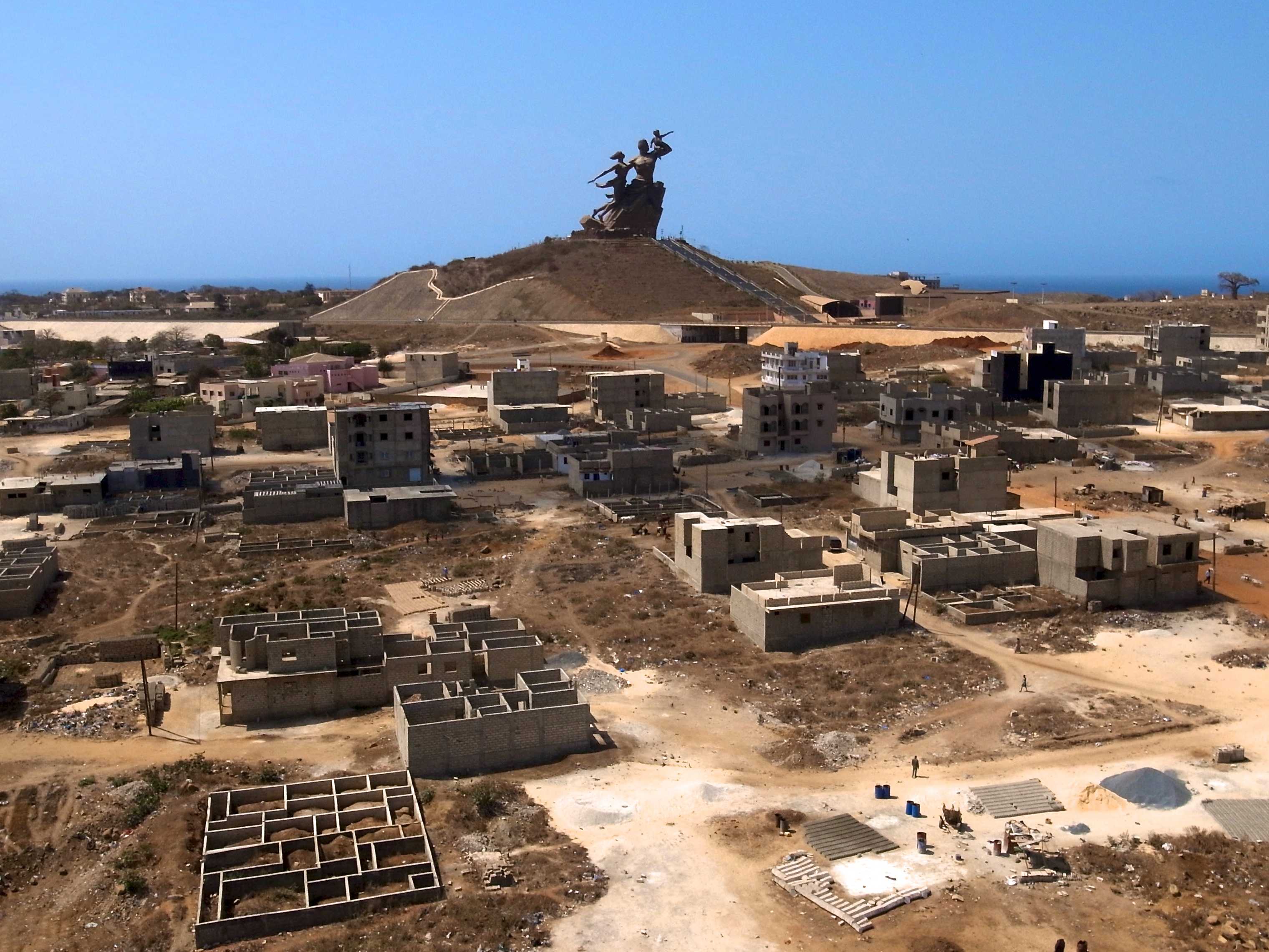

아프리카 르네상스 동상(프랑스어: Monument de la Renaissance africaine)은 세네갈 다카르 시내에 있는 동상이다. 마멜이라고 불리는 언덕 위에 세워져 있다. 높이는 약 50m로, 아프리카에서 가장 큰 동상이다.

## 건설
동상의 디자인은 아프리카 르네상스 시대의 상징이 될 동상을 만들자고 발의한 압둘라예 와데 대통령의 아이디어에 따라 세네갈 건축가 피에르 구바디 아테파가 설계하고 2005년에 착공하였다. 건설은 조선민주주의인민공화국의 건설사 만수대해외개발회사가 하청했다. 2010년 4월 3일 세네갈 독립 50주년에 맞춰 공식 공개됐다.

## 같이 보기
- 만수대해외개발회사
- 세계에서 가장 큰 조각상 목록